# 函谷関
函谷関（かんこくかん、Hangu Pass）は、中国河南省にあった関所（関塞）。この関より西を関中といい、以東の中原とを結ぶ通路にある、古くからの要衝であった。多くの戦闘が行われ、さまざまな故事の舞台としても知られている。
「函谷関」の名を持つ関はもともと霊宝に置かれていたが、漢代に東へ約150km離れた洛陽付近の新安に移転したため、大きく分けて2か所に「函谷関」がある。霊宝の函谷関を「旧関」「秦函谷関」、新安の函谷関を「新関」「漢函谷関」などと呼んで区別している。新安の函谷関（新安県漢代函谷関）は世界遺産「シルクロード:長安-天山回廊の交易路網」の構成資産である。

## 名称

### 「函谷関」の名称
旧関付近で、黄土層の切り立った崖の中を数キロメートルにわたって街道が通る地形が、あたかも函の中を行くのに似ているとしてこの名が生まれた。
『水経注』や『元和郡県志』には、崤山 (zh) から潼津にかけての地域を押しなべて「函谷関」と呼ぶ、と記されている。
この地域の関塞は時代や政治状況によって数度にわたって移転したり、複数の関塞を併用していたりしている。歴史地理学・考古学者の塩沢裕仁は、「桃林塞」「函谷関」「潼関」が一つのものとして理解され、現在の潼関県から河南省三門峡市霊宝市までの広範な地域が「函谷関」と称されてきたことに注意を促している。
文学的には「函関」などの名称も用いられた。

### 新旧の区別
- 「旧関」については「古関」[4]「故関」[3]、「周函谷関」[9]「秦函谷関」[9]などの名称も用いられる。
  - なお、同一エリアの黄河畔（現在の河南省三門峡市霊宝市函谷関鎮孟村）には「魏函谷関」[9]もあった。
- 「新関」（現在の河南省洛陽市新安県城関鎮東関村）については「漢函谷関」[9]の名称も用いられる。

### 華北を東西に分かつ境界
函谷関は、華北を東西に分かつ境界ともされた。
- 以西の「関中」／以東の「中原」[1][2]
- 以西の「関西」／以東の「関東」 - 南北朝時代頃まで使用された区分[1]
- 以西の「山西」／以東の「山東」 - [1]

## 霊宝の函谷関

### 秦の函谷関（旧関）
紀元前361年、戦国時代の秦の孝公が東方からの侵入を防ぐため、国都の櫟陽（れきよう、後の咸陽・長安郊外、現在の陝西省西安市閻良区）の東、渭河と合流する黄河の最後の大屈曲、潼関から下流約70キロメートルの地点、南北から山脈が迫る峡谷の地（北緯34度38分19.23秒 東経110度55分16.59秒 / 北緯34.6386750度 東経110.9212750度、現在の河南省三門峡市霊宝市函谷関鎮王垛村）に作られた。3層の楼閣2棟があったという。
紀元前318年、楚・趙・魏・韓・燕の5国合従軍が函谷関を攻撃したが、秦の樗里疾が撃退した（函谷関の戦い (紀元前318年)）。
紀元前241年、嬴政（後の始皇帝）は、楚・趙・魏・韓・燕の5国合従軍と函谷関で戦い、これを退けた（函谷関の戦い (紀元前241年)）。
秦末の反秦戦争では、劉邦軍は守りの堅い函谷関を避け、南の武関から関中に侵入し、咸陽を陥落させた。その後の楚漢戦争で項羽軍に破壊された。
前漢代に「函谷関」が新安に移転するが、これは関治（関を管理する行政機関）の移動を意味しており、旧関治所には弘農県の県治が置かれた。旧関を通る道路は、曹魏による新道建設（後述）などもあってか衰微した。唐代に編纂された『元和郡県志』巻二では旧関に触れる中で「今大道路は北にあり、もと鈐束の要に非ず」と記しており、主要交通路としては使われなくなっていた。ただし、老子ゆかりの地であるとされることから唐の開元年間には付近に道観「太始宮」が創建されるなどしている。
王垛村梁家溝東口に南北1300-1800m、東西900-1000mの不規則な長方形の遺構が検出されている。1992年、東門の門楼が復元されたが、遺跡保護の観点から東門遺構直上は避けられ、37mほどずらされている。王垛村付近は「函谷関古文化旅游区」として整備された。

### 魏の函谷関

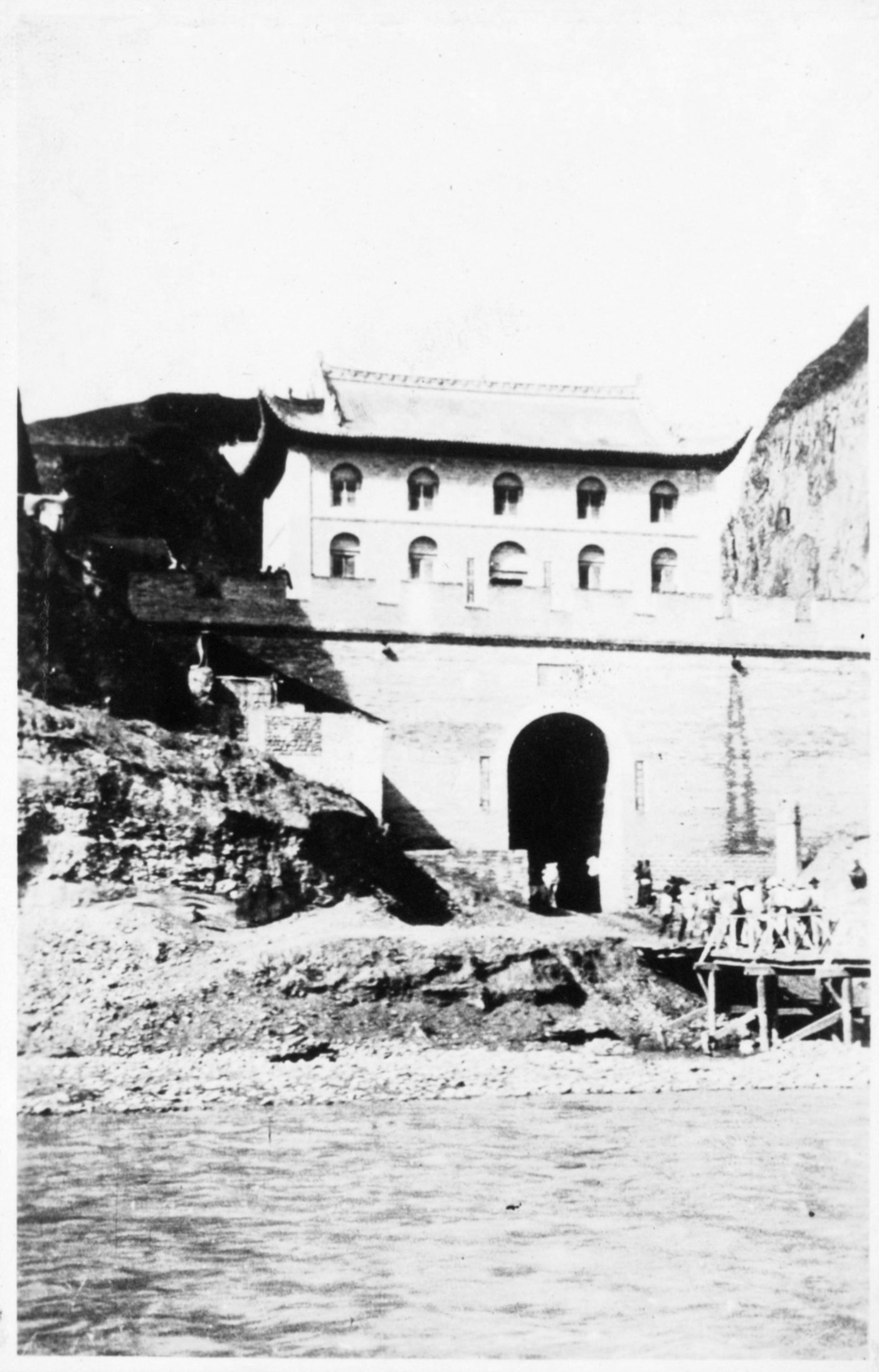
1932年の靈寳函谷古関

後漢末年、曹操は潼関の戦いや陽平関の戦いに際して、山中を進む古道が狭隘なことから、食糧輸送のための新道（運漕道）を古関の北10里の黄河河畔に開いた。その後、弘農太守の孟康によって運漕道に関所が置かれ、当初は「大崤関」「金関」と称され、のちに「新関」「魏関」「魏函谷関」などと呼ばれた。その後廃墟となっていたが、康熙18年（1679年）に霊宝県令の江蘩が再建した。光緒年間（19世紀末から20世紀初頭）には日本の岡倉天心・関野貞・桑原隲蔵らがこの函谷関を通過し、記録を残している。また、民国初年にも修築された。
魏の函谷関は日中戦争中に日本軍と中国軍の激戦地となり、関は破壊されたという。その後、三門峡ダムのダム湖に水没したと思われていたが2014年の現地調査により遺構が発見された。

## 新安の函谷関

### 漢の函谷関（新関）

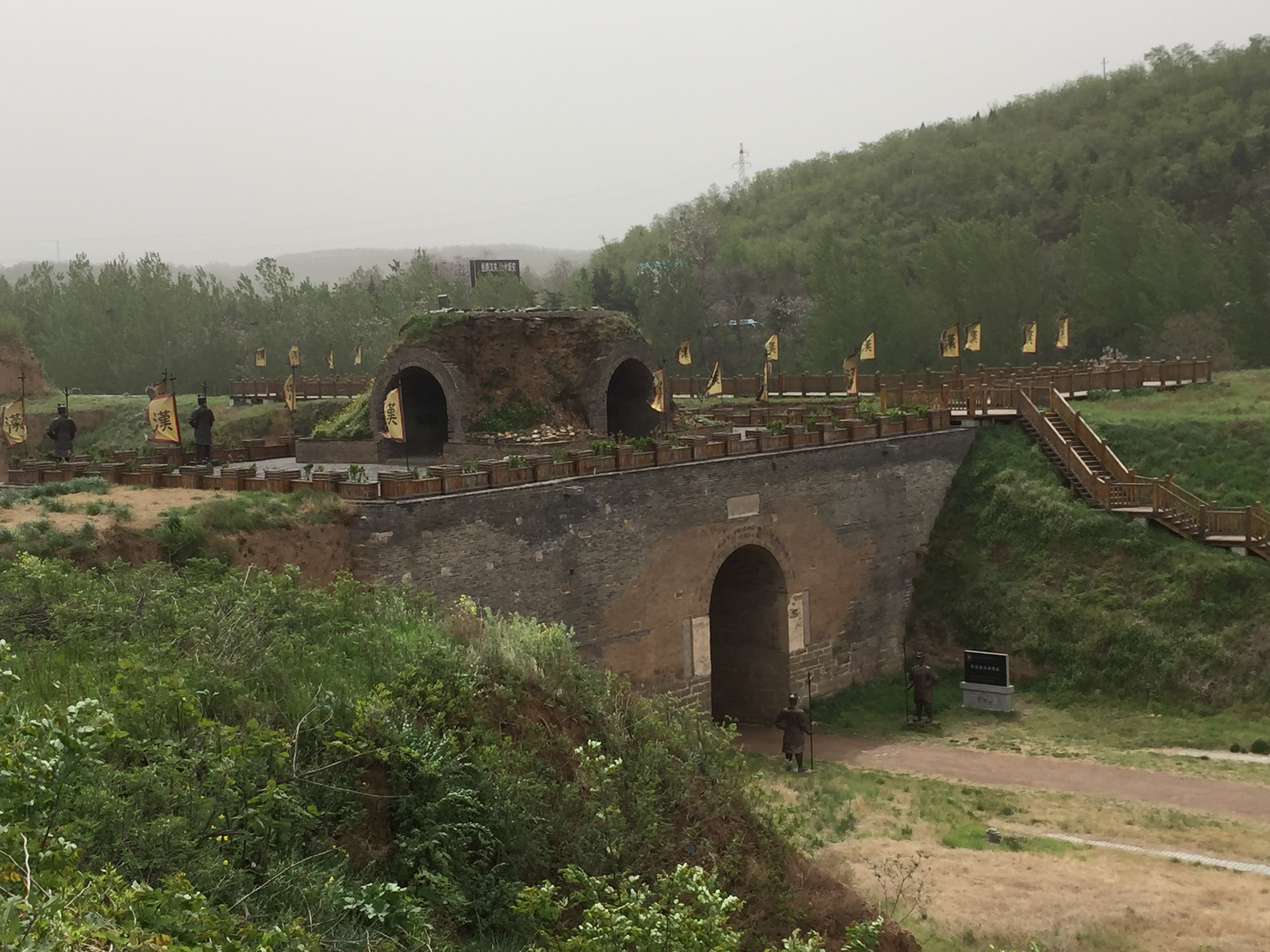
洛陽市新安県にある函谷関遺跡博物館（2018年）

前漢の武帝の元鼎3年（紀元前114年）に、旧関の東約100キロメートル、黄河の支流洛河上流部の畔（北緯34度43分13.73秒 東経112度9分57.44秒 / 北緯34.7204806度 東経112.1659556度、現在の河南省洛陽市新安県城関鎮）に新しく作られた。2層の楼閣と、3重に張り巡らされた高さ66メートルの城壁で構成されていた。前漢時代は国都長安を守る東の防壁であり、後漢時代は国都洛陽を守る西の防壁（洛陽八関のひとつ）となった。
函谷関の「移転」について、唐代（8世紀）に記された『通典』は以下のような説話を載せる。漢の武帝に仕えた楼船将軍の楊僕（宜陽県の人）は多くの功績を立てた人物であったが、「関外」の人であることを恥じ、家財を供出して関を東に移すことを請うた。これにより元鼎3年（紀元前114年）、新安県に関が移されたという。
『通典』によれば、曹魏の正始元年（240年）に弘農太守孟康の建言によって新安の函谷関（の関治）は廃止され、移転した。
6世紀、長安に都した北周が、北斉に対峙するために前線基地を設けた（『通典』には、故函谷関を改めて通洛防とした、とある）。
明・清期には関楼が設けられた。1926年、北洋軍閥（北京政府）内の武力衝突により損傷した際も、特別に資金を出して修復された。
毛沢東時代の1958年、大躍進政策の一環として、土法炉を使用した「全人民大製鉄・製鋼運動」が開始され、河南省でも大規模に製鉄事業を展開することになった。新関の楼閣は土法炉建設用の煉瓦を採取するためにほとんどが解体され、楼閣内に保管されていた石碑・文献など多くの歴史的資料も失われた。
東関村にある函谷関の遺跡は、2008年より世界遺産登録を目指した環境整備が進められた。2012年から2013年にかけて発掘調査が行われ、城壁・古道・建築遺構が確認された。
漢代の函谷関は「シルクロード:長安-天山回廊の交易路網」の一部として世界遺産に登録されている。

## 文学における函谷関
- 『史記』（Wikisource）によれば、老子は、周を去って西方に向かう途中、この関で関令の尹喜に請われ、5000字に及ぶ上下二巻の書『道徳経』を著したといわれる。
- 『史記』（Wikisource）に記された、戦国四君のひとりである斉の孟嘗君の故事「鶏鳴狗盗」の舞台として知られる。それによれば函谷関は夜間閉鎖され、朝は鶏がなくまで開けないという決まりであった。秦の昭襄王から逃れようとしたものの関に阻まれた孟嘗君の一行は、鶏の鳴きまねが上手な食客がいたことで危地を脱したという。
  - 日本の京都の祇園祭の山鉾のひとつ「函谷鉾」は、この故事に由来している。
- 日本においては、箱根峠がしばしば函谷関にたとえられる。日本の関東地方を古代中国の関東に擬したことから。唱歌『箱根八里』（鳥居忱作詞、瀧廉太郎作曲）にも函谷関が歌い込まれている。